# 1913年全米選手権 (テニス)
1913年 全米選手権（1913ねんぜんべいせんしゅけん）に関する記事。

## 大会の流れ
- 1881年から1967年まで、全米選手権は各部門が個別の名称を持ち、大会会場も別々のテニスクラブで開かれた。これが他の3つのテニス4大大会と大きく異なる点である。
  - 男子シングルス　名称：全米シングルス選手権（U.S. National Singles Championship）／会場：ロードアイランド州、ニューポート・カジノ　（最初の会場、1914年まで）
  - 男子ダブルス　名称：全米ダブルス選手権（U.S. National Doubles Championship）／会場：ロードアイランド州、ニューポート・カジノ　（最初の会場に戻る。1894年-1914年まで）
  - 女子シングルス　名称：全米女子シングルス選手権（U.S. Women's National Singles Championship）／会場：ペンシルベニア州、フィラデルフィア・クリケット・クラブ　（女子部門競技はすべてこの会場、1887年-1920年まで）
  - 女子ダブルス　名称：全米女子ダブルス選手権（U.S. Women's National Doubles Championship）／会場：フィラデルフィア・クリケット・クラブ　（1889年-1920年まで）
  - 混合ダブルス　名称：全米混合ダブルス選手権（U.S. Mixed Doubles Championship）／会場：フィラデルフィア・クリケット・クラブ　（1892年-1920年まで）
- 優勝決定方式としての「チャレンジ・ラウンド」（Challenge Round, 挑戦者決定戦）と「オールカマーズ・ファイナル」（All-Comers Final）が、男子シングルスでは1912年に廃止され、全選手が1回戦から戦う競技方式に改められた。女子シングルスでは旧方式が1918年まで実施された。（ウィキペディア日本語版の年度別記事でも「大会前年度優勝者」欄を取りやめる。）
  - 大会前年度優勝者を除く選手は「チャレンジ・ラウンド」に出場し、前年度優勝者への挑戦権を争う。前年度優勝者は、無条件で「オールカマーズ・ファイナル」に出場できる。チャレンジ・ラウンドの勝者と前年度優勝者による「オールカマーズ・ファイナル」で、当年度の選手権優勝者を決定した。
- 初期の全米選手権のように、外国人出場者が少なかった時期は、地元アメリカ人選手の国籍表示を省略する。

## 男子シングルス
準々決勝
- ナサニエル・ナイルズ vs. レナード・ビークマン　6-0, 9-7, 6-2
- リチャード・ウィリアムズ vs. ワトソン・ウォッシュバーン　6-1, 7-5, 6-3
- ウォレス・ジョンソン vs. ジョン・ストラッチャン　2-6, 6-2, 6-2, 6-4
- モーリス・マクローリン vs. ウィリアム・クローシャー　6-3, 7-5, 6-4

準決勝
- リチャード・ウィリアムズ vs. ナサニエル・ナイルズ　6-4, 7-5, 3-6, 6-1
- モーリス・マクローリン vs. ウォレス・ジョンソン　6-0, 7-5, 6-1

決勝
- モーリス・マクローリン vs. リチャード・ウィリアムズ　6-4, 5-7, 6-3, 6-1

## 女子シングルス

### 大会前年度優勝者
1912年度優勝者、メアリー・ブラウン

### チャレンジラウンド
準々決勝
- エドナ・ワイルディー vs. マリオン・クレスウェル　6-0, 6-2
- ドレクセル・ポール夫人 vs. フローラ・ブラウン・ハーベイ　2-6, 6-3, 7-5
- ドロシー・グリーン vs. ロバート・ハロルド夫人　6-4, 6-2
- ルイーズ・ウィリアムズ vs. ヘレン・アレクサンダー　6-0, 4-6, 6-2

準決勝
- エドナ・ワイルディー vs. ドレクセル・ポール夫人　6-1, 6-2
- ドロシー・グリーン vs. ルイーズ・ウィリアムズ　7-5, 6-3

決勝
- ドロシー・グリーン vs. エドナ・ワイルディー　6-3, 6-4

### オールカマーズ決勝
- メアリー・ブラウン vs. ドロシー・グリーン　6-2, 7-5　（ブラウンが本大会の優勝者になる）

## 決勝戦の結果
- 男子シングルス：モーリス・マクローリン vs. リチャード・ウィリアムズ　6-4, 5-7, 6-3, 6-1
- 女子シングルス：メアリー・ブラウン vs. ドロシー・グリーン　6-2, 7-5　［オールカマーズ決勝］
- 男子ダブルス：モーリス・マクローリン＆トーマス・バンディ vs. クラレンス・グリフィン＆ジョン・ストラッチャン　6-4, 7-5, 6-1
- 女子ダブルス：メアリー・ブラウン＆ルイーズ・ウィリアムズ vs. ドロシー・グリーン＆エドナ・ワイルディー　12-10, 2-6, 6-3
- 混合ダブルス：ビル・チルデン＆メアリー・ブラウン vs. C・S・ロジャース＆ドロシー・グリーン　7-5, 7-5